# Chodenangelbach
Der Chodenangelbach, auch Anglbach, Chodenanglbach oder Chodenangel und tschechisch Chodská Úhlava genannt, ist ein Fluss in Tschechien und Deutschland. Er mündet bei Úborsko von links in die Úhlava.

## Verlauf
Die Chodská Úhlava entspringt nordwestlich der Wüstung Zadní Chalupy (Hinterhäuser) im Künischen Gebirge in Tschechien. Ihre Quelle liegt am Osthang des Berges U Zadních Chalup (875 m n.m.) im Landschaftsschutzgebiet Šumava. Der Bach fließt auf seinem Oberlauf zunächst in südlicher Richtung an der Wüstung Kubitzerhäusel und dem Naturdenkmal Královský Hvozd vorbei. Bei der Wüstung U Truhláře (Tischerhäusel oder Dumsen) nimmt die Chodská Úhlava westliche Richtung und erreicht an der Einmündung des Grenzbaches Helmbach/Lomnička die tschechisch-deutsche Grenze.
Anschließend ist der Anglbach/Chodská Úhlava auf einer Länge von 3,72 Kilometern tschechisch-deutscher Grenzbach. Auf diesem Abschnitt fließt er anfänglich nördlich der Helmhöhe (1077 m) und des Zwieselecks (1054 m) am Rittsteiger Wald an den Einschichten Hinterhelmhof, Vorderhelmhof und Anglmühle in Bayern sowie auf böhmischer Seite an den Wüstungen Schindlhof und Ganglův dvůr (Ganglhof) vorbei. Zwischen Rittsteig und der Wüstung Truhlář (Spirkenhöfe) nimmt der Anglbach/Chodská Úhlava nördliche Richtung; entlang seines Laufes liegen die Einschichten Steinried, Geleitsbach und Gaishof in Bayern sowie die Wüstungen Spirkenmühle und Hohnabutten in Tschechien. Südlich des Kameňák (Steinwald, 751 m n.m.) wendet sich der Bach nach Nordosten und fließt östlich von Gaishof an der Wüstung Hojsův Mlýn (Huisenmühle) wieder auf tschechisches Gebiet ein.
Auf dem nachfolgenden Abschnitt zieht das Tal der Chodská Úhlava die natürliche Grenze zwischen der Všerubská vrchovina und dem Böhmerwald.
Der Bach bildet südlich der Wüstung Dolní Hutě (Unterhütten) und Svatá Kateřina (St. Katharina) ein Kerbtal, in dem sich früher die Einschichten Hüttenmühle, Taubenhof, Harrerovy Dvory (Harrahof), Seidlovy Dvory (Seidlhof), U Hamru (Waffenhammer), Kriegrův Mlýn (Kriegermühle) und Kriegrovy Dvory (Kriegerhof) befanden; mehrere Abschnitte dieses heute unbesiedelten Tales wurden als Teil des Naturdenkmals Královský Hvozd unter Schutz gestellt. An der Einmündung des Hraničářský potok nimmt die Chodská Úhlava nördliche Richtung, fließt am Kreikerhof vorbei und verlässt bei Uhlišťský Mlýn (St. Leonhard- bzw. Kohlheimer Mühle) das Landschaftsschutzgebiet Šumava. Nachfolgend fließt die Chodská Úhlava zwischen Ovčín Radošín (Ratschin) und Uhliště (Kohlheim) hindurch. Linksseitig des Baches liegt hier in einem ehemaligen Amphibolitsteinbruch das Naturreservat U Radošína; es ist seit 1990 auf einer Fläche von 0,75 ha als Typlokalität des Tauser Kristallin unter Schutz gestellt. Sein weiterer Lauf führt vorbei an der Wallfahrtskirche St. Leonhard zur Kuhtriftmühle. Beim Havlův Dvůr (Hobelhof) wendet sich der Bach am südöstlichen Fuße des Lišák (Plattenberg, 710 m n.m.) nach Osten. Am westlichen Fuße des Na Popluží (Hofackerberg) nimmt die Chodská Úhlava bei Chudenín wieder nordöstliche Richtung. Ihr Unterlauf führt vorbei an Chudenín, Chudenínský Hamr (Waffenhammer), Na Dvorcích (Am Haus), U Kopačků, Dvorce pod Strání, Hadrava, Bystřice nad Úhlavou, Nové Pocinovice und Stříbrný Mlýn in einer breiten Talaue zum Janovický úval (Janowitzer Senke). Nach 18,2 km mündet die Chodská Úhlava südlich von Úborsko in die Úhlava.

## Geschichte
Nachdem im Mittelalter die Besiedlung des böhmischen Urwaldgebietes an der baierischen Grenze begonnen hatte, bildete der untere Lauf des Chodenangelbaches bis zum Angelbach die südöstliche Grenze des Chodenlandes zum Künischen Gebirge (Herrschaft Bistritz an der Angel). Das ebenfalls links des Tales gelegene Freigericht St. Katharina war das nördlichste Gebiet der Künischen Freibauern. Im Prager Grenzvertrag zwischen dem Königreich Böhmen und dem Kurfürstentum Bayern wurde 1764 auch der Grenzverlauf am Chodenangelbach fixiert, der in der Natur durch neue Wappensteine markiert wurde. Zwei dieser historischen Grenzsteine mit dem Böhmischen Löwen und den Bayerischen Rauten haben sich an der Mündung des Helmbaches erhalten. Sowohl in Bayern als auch Böhmen wurde im Tal Mühlen und Einödhöfe errichtet. Dörfliche Ansiedlungen entstanden jedoch nicht, solche lagen alle mit Abstand in höherer Lage.
In Ausführung des Vertrages zwischen dem Deutschen Reich und der Čechoslovakischen Republik über Grenzwasserläufe und Gebietsaustausch an der preußischen Strecke der deutsch-čechoslovakischen Grenze vom 31. Januar 1930 wurde zwischen beiden Staaten am 27. September 1935 ein weiterer Vertrag über Grenzwasserläufe auf der sächsischen und der bayerischen Strecke der Grenze sowie über einen Gebietsaustausch an der Grenze abgeschlossen, der auch eine geringfügige Grenzregulierung am Angelbach/Chodská Úhlava umfasste. Zur Verlegung der Grenze in die Mitte des Wasserlaufes wurde dabei eine Fläche von 90 m² an die Tschechoslowakei abgetreten. In Folge des Münchner Abkommens wurde die deutsch-tschechische Grenze 1938 bis Nové Pocinovice/Neu Putzeried nach Norden verschoben, so dass nur noch die letzten knapp zwei Kilometer des Baches auf tschechischem Gebiet verblieben; der überwiegende Teil seines Laufes lag nun im Landkreis Markt Eisenstein. Nach dem Ende des Zweiten Weltkrieges wurde der Grenzverlauf von vor 1938 wiederhergestellt. In Folge der Vertreibung der Deutschen aus der Tschechoslowakei wurden die böhmischen Gebiete an der Chodská Úhlava größtenteils entsiedelt. Ab 1948 wurde die grenznahe Gegend an der Chodská Úhlava im Zuge der Errichtung des Eisernen Vorhangs bis Chudenín zum Sperrgebiet erklärt und die dort liegenden Ansiedlungen wurden zerstört. Nach der Samtenen Revolution wurde entlang des Baches der touristische Grenzübergang Helmhof-Zadní Chalupy/Hinterhäuser eröffnet.

## Zuflüsse
- Helmbach/Lomnička (l), auf der tschechisch-deutschen Grenze bei Hinterhelmhof
- Hraničářský potok (Rantscherbach; r), oberhalb von Radošín
- Kateřinský potok (Katharinabach; l), bei Uhliště
- Flekovský potok (Fleckenbach; l), an der Stockmühle
- Uhlišťský potok (Kohlheimer Bach; r), bei Chudenín
- Chudenínský potok (Aubach; l), bei Chudenínský Hamr
- Hadravský potok (Hadruwa; l), bei Hadrava
- Andělice (l), bei Stříbrný Mlýn

## Galerie

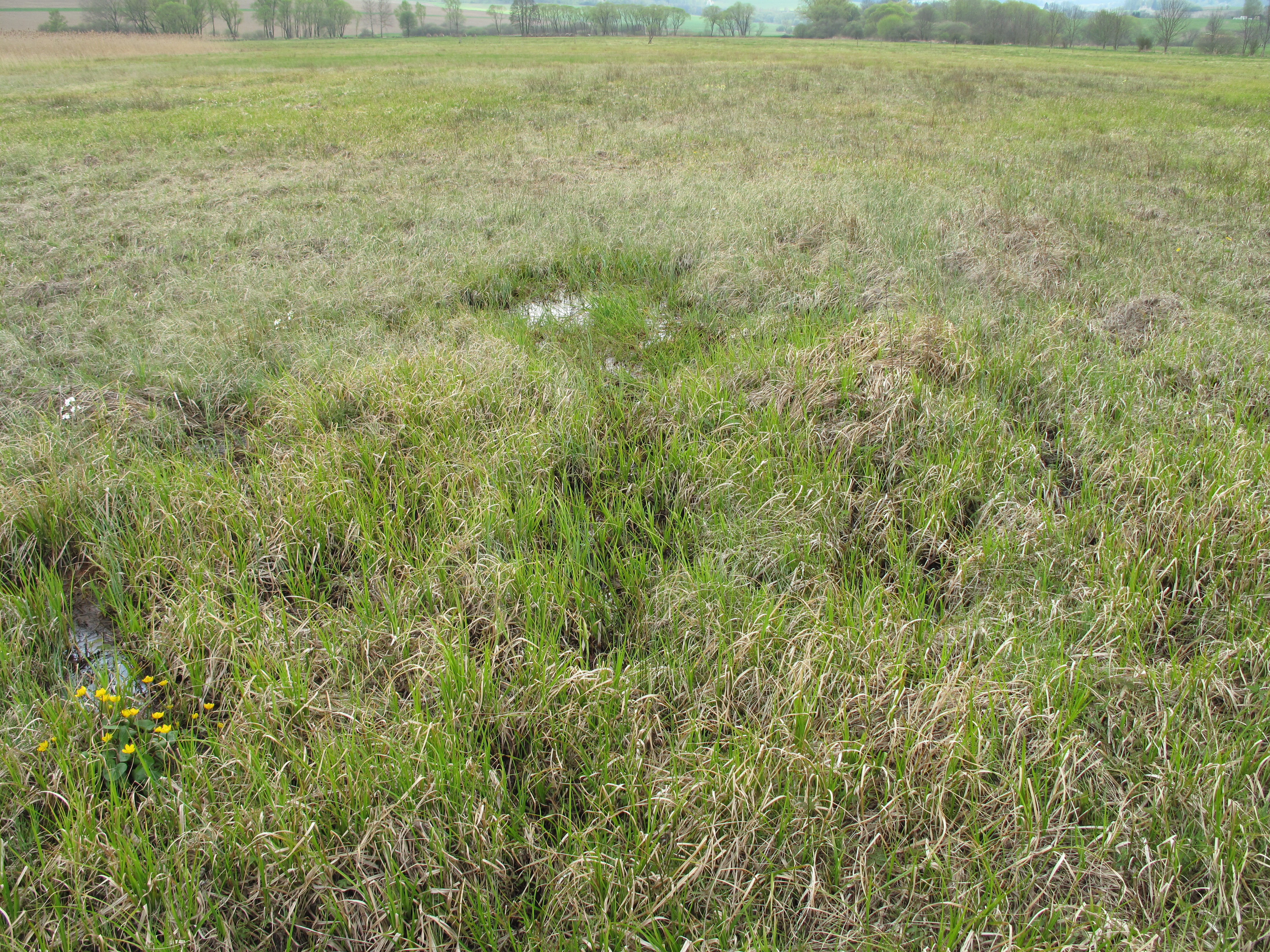
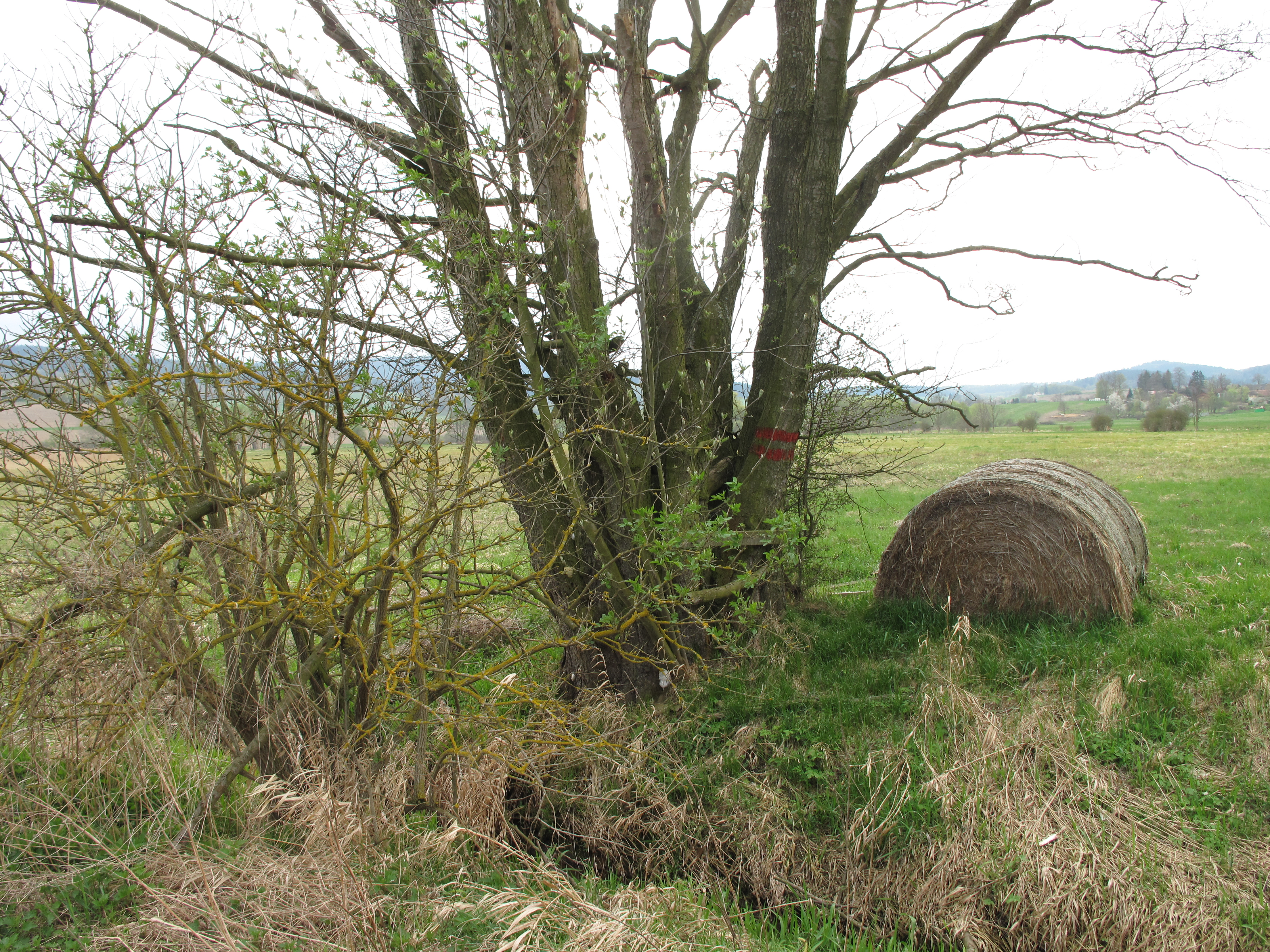
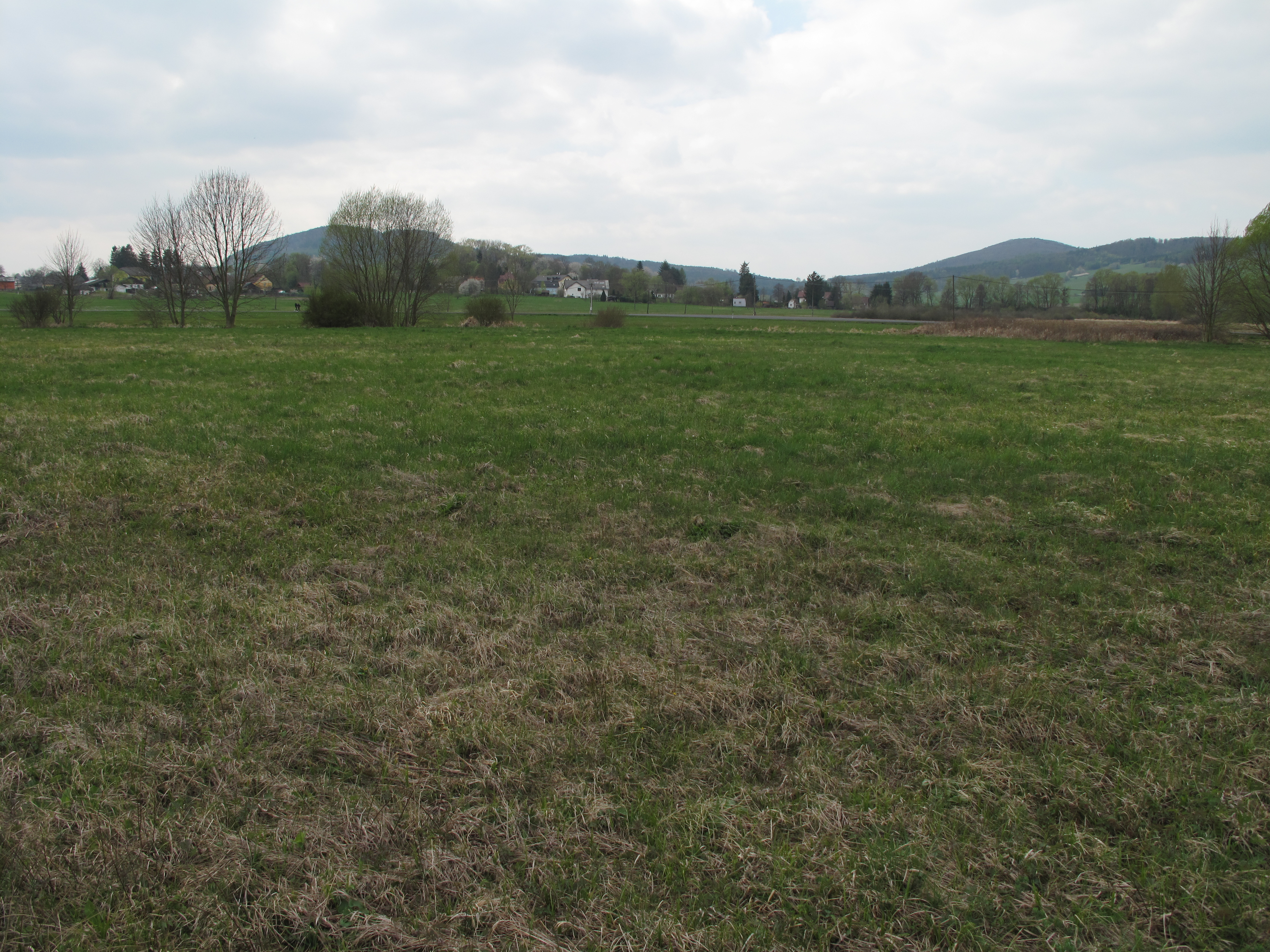